# Joël Monteiro
Joël Almada Monteiro (Sion, 5 agosto 1999) è un calciatore svizzero con cittadinanza portoghese, attaccante dello Young Boys e della nazionale svizzera.

## Biografia
Nato in Svizzera da una famiglia di origini capoverdiane, suo fratello Elton Monteiro è anch'egli un calciatore.

## Carriera

### Club
Cresciuto nel settore giovanile del Sion, nella prima parte di carriera ha militato con Azzurri 90 e Conthey, rispettivamente nella quarta e quinta divisione elvetica. Nel 2019 viene tesserato dal Team Vaud, squadra riserve del Losanna. Ha esordito in prima squadra il 12 settembre 2020, in occasione dell'incontro della Coppa Svizzera vinto per 1-3 contro lo Stade Nyonnais. Otto giorni dopo, ha esordito anche in Super League, nell'incontro vinto per 2-1 contro il Servette.
Il 1º marzo 2021 viene acquistato dallo Young Boys, con cui firma un contratto triennale; che lo gira in prestito allo Stade Lausanne-Ouchy fino al termine della stagione.

### Nazionale
L'8 settembre 2024 esordisce in nazionale maggiore nella sconfitta per 1-4 in Nations League contro la Spagna. Il 18 novembre seguente, nella sfida di ritorno contro gli iberici (persa per 3-2), realizza il suo primo gol per la massima selezione elvetica.

## Statistiche

### Presenze e reti nei club
Statistiche aggiornate al 12 aprile 2025.
| Stagione          | Squadra              | Campionato        | Campionato | Campionato | Coppe nazionali | Coppe nazionali | Coppe nazionali | Coppe continentali | Coppe continentali | Coppe continentali | Altre coppe | Altre coppe | Altre coppe | Totale | Totale |
| Stagione          | Squadra              | Comp              | Pres       | Reti       | Comp            | Pres            | Reti            | Comp               | Pres               | Reti               | Comp        | Pres        | Reti        | Pres   | Reti   |
| ----------------- | -------------------- | ----------------- | ---------- | ---------- | --------------- | --------------- | --------------- | ------------------ | ------------------ | ------------------ | ----------- | ----------- | ----------- | ------ | ------ |
| 2017-2018         | Azzurri 90           | 1L                | 17         | 4          |                 | -               | -               |                    | -                  | -                  |             | -           | -           | 17     | 4      |
| 2018-2019         | Conthey              | 2Li               | 23         | 7          |                 | -               | -               |                    | -                  | -                  |             | -           | -           | 23     | 7      |
| 2019-2020         | Team Vaud            | 1L                | 13         | 6          |                 | -               | -               |                    | -                  | -                  |             | -           | -           | 13     | 6      |
| 2020-mar. 2021    | Team Vaud            | 1L                | 4          | 5          |                 | -               | -               |                    | -                  | -                  |             | -           | -           | 4      | 5      |
| Totale Team Vaud  | Totale Team Vaud     | Totale Team Vaud  | 17         | 11         |                 | -               | -               |                    | -                  | -                  |             | -           | -           | 17     | 11     |
| 2020-mar. 2021    | Losanna              | ASL               | 4          | 1          | CS              | 1               | 0               |                    | -                  | -                  |             | -           | -           | 5      | 1      |
| mar.-giu. 2021    | Stade Lausanne-Ouchy | ChL               | 2          | 0          | CS              | -               | -               |                    | -                  | -                  |             | -           | -           | 2      | 0      |
| 2021-2022         | Young Boys           | ASL               | 9          | 1          | CS              | 0               | 0               |                    | -                  | -                  |             | -           | -           | 9      | 1      |
| 2022-2023         | Young Boys           | ASL               | 28         | 1          | CS              | 5               | 2               | UECL               | 2                  | 0                  |             | -           | -           | 35     | 3      |
| 2023-2024         | Young Boys           | ASL               | 32         | 12         | CS              | 3               | 0               | UCL+UEL            | 6+2                | 0                  |             | -           | -           | 43     | 12     |
| 2024-2025         | Young Boys           | ASL               | 27         | 7          | CS              | 4               | 0               | UCL                | 10                 | 2                  |             | -           | -           | 41     | 9      |
| Totale Young Boys | Totale Young Boys    | Totale Young Boys | 96         | 21         |                 | 12              | 2               |                    | 20                 | 2                  |             | -           | -           | 128    | 25     |
| Totale carriera   | Totale carriera      | Totale carriera   | 159        | 44         |                 | 13              | 2               |                    | 20                 | 2                  |             | -           | -           | 192    | 48     |

### Cronologia presenze e reti in nazionale
| Cronologia completa delle presenze e delle reti in nazionale ― Svizzera | Cronologia completa delle presenze e delle reti in nazionale ― Svizzera | Cronologia completa delle presenze e delle reti in nazionale ― Svizzera | Cronologia completa delle presenze e delle reti in nazionale ― Svizzera | Cronologia completa delle presenze e delle reti in nazionale ― Svizzera | Cronologia completa delle presenze e delle reti in nazionale ― Svizzera | Cronologia completa delle presenze e delle reti in nazionale ― Svizzera | Cronologia completa delle presenze e delle reti in nazionale ― Svizzera |
| Data                                                                    | Città                                                                   | In casa                                                                 | Risultato                                                               | Ospiti                                                                  | Competizione                                                            | Reti                                                                    | Note                                                                    |
| ----------------------------------------------------------------------- | ----------------------------------------------------------------------- | ----------------------------------------------------------------------- | ----------------------------------------------------------------------- | ----------------------------------------------------------------------- | ----------------------------------------------------------------------- | ----------------------------------------------------------------------- | ----------------------------------------------------------------------- |
| 8-9-2024                                                                | Ginevra                                                                 | Svizzera                                                                | 1 – 4                                                                   | Spagna                                                                  | UEFA Nations League 2024-2025 - 1º turno                                | -                                                                       | 76’                                                                     |
| 12-10-2024                                                              | Leskovac                                                                | Serbia                                                                  | 2 – 0                                                                   | Svizzera                                                                | UEFA Nations League 2024-2025 - 1º turno                                | -                                                                       | 85’                                                                     |
| 15-11-2024                                                              | Zurigo                                                                  | Svizzera                                                                | 1 – 1                                                                   | Serbia                                                                  | UEFA Nations League 2024-2025 - 1º turno                                | -                                                                       | 66’                                                                     |
| 18-11-2024                                                              | Santa Cruz de Tenerife                                                  | Spagna                                                                  | 3 – 2                                                                   | Svizzera                                                                | UEFA Nations League 2024-2025 - 1º turno                                | 1                                                                       | 46’                                                                     |
| 21-3-2025                                                               | Belfast                                                                 | Irlanda del Nord                                                        | 1 – 1                                                                   | Svizzera                                                                | Amichevole                                                              | -                                                                       | 59’                                                                     |
| Totale                                                                  |                                                                         | Presenze                                                                | 5                                                                       |                                                                         | Reti                                                                    | 1                                                                       |                                                                         |

## Palmarès
- Campionato svizzero: 2

Young Boys: 2022-2023, 2023-2024
- Coppa Svizzera: 1

Young Boys: 2022-2023